# Vương Liệt
Vương Liệt (tiếng Trung: 王烈; bính âm: Wang Lie; 141 – 219), tự Ngạn Phương (彦方), là quan viên dưới quyền quân phiệt Liêu Đông thời Tam Quốc trong lịch sử Tam Quốc.

## Cuộc đời
Vương Liệt quê ở huyện Bình Nguyên, quận Bình Nguyên, Thanh Châu. Thời trẻ, Vương Liệt đến Dĩnh Xuyên cầu học danh sĩ Trần Thực, cùng hai con trai của Thực là Trần Nguyên Phương, Trần Quý Phương trở thành bạn tốt. Bấy giờ, các học trò người Dĩnh Xuyên của Trần Thực là Tuân Tử Minh, Giả Vĩ Tiết, Lý Nguyên Lễ, Hàn Nguyên Trường, đều là danh sĩ đương thời, đều bội phục phẩm tính, hành vi của Liệt, cùng Liệt kết giao. Vương Liệt nhờ thế mà nổi danh khắp cả nước.
Vương Liệt du học hoàn thành, trở lại quê hương, mở trường học, giáo hóa dân chúng. Hành động của Liệt đã lan tỏa ra khắp vùng. Dân chúng Bình Nguyên theo sự giáo hóa của Liệt, làm việc thiện, xa cái ác, hễ có tranh chấp muốn tìm Liệt phân xử, đều cố gắng giải quyết ở nửa đường để không cần Liệt biết. Quốc quân nước Bình Nguyên cũng tìm đến Liệt để hỏi về chính lệnh.
Cuối thời Hán Linh đế, Vương Liệt được cử hiếu liêm, tam phủ (thái úy phủ, tư đồ phủ, tư không phủ) đều muốn tịch Liệt, nhưng Liệt đều từ chối.
Năm 190, Đổng Trác cầm quyền, Quan Đông loạn lạc, Vương Liệt bèn cùng Bỉnh Nguyên, Quản Ninh đến Liêu Đông tị nạn. Bấy giờ, ở Liêu Đông, nhiều người kết bè kết đảng, đả kích nhau, những người đến Liêu Đông tránh loạn thường bị vu hại, riêng Liệt cư trú nhiều năm mà không gặp vấn đề. Vương Liệt ở Liêu Đông, vừa cánh tác vừa nghiên cứu điển tịch, lấy đó làm thú vui, được người địa phương tôn kính như quân chủ.
Vương Liệt được thái thú Liêu Đông Công Tôn Độ tịch làm Liêu Đông trưởng sử, giúp thái thú quản lý Liêu Đông, khiến nơi này không còn kẻ mạnh ức hiếp người khốn khó, ỷ đông hiếp yếu, thương nhân không dám thổi giá.
Tào Tháo đánh hạ Hà Bắc (202), nhiều lần muốn trưng Vương Liệt vào triều làm quan. Vương Liệt từ chức trưởng sử, nhưng Công Tôn Độ cùng người kế nhiệm Công Tôn Khang đều không đồng ý, ngăn cản không cho Liệt trở về Trung Nguyên. Năm 219, Vương Liệt mắc bệnh truyền nhiễm mà chết, thọ 78 tuổi.

## Điển cố
Vương Liệt làm người hiếu thuận, nhân từ. Sau khi du học về, phụ thân qua đời. Vương Liệt vì cha khóc ba năm. Có năm mất mùa, gặp nạn đói, hương dân sắp chết đói, Vương Liệt đem thương thực trong nhà ra san sẻ, cứu mạng mọi người.
Có người trộm trâu, khi bị bắt chỉ cầu chủ trâu không cần để cho Vương Liệt biết. Liệt biết chuyện, sai người gửi tặng kẻ trộm một mảnh vải bố, hy vọng người này có thể biết thẹn mà sửa lại sai lầm. Về sau người trộm trâu đó giúp đỡ người già cả tìm đồ đánh mất, cho thấy khả năng cảm hóa bằng đạo đức của Liệt hơn xa hình phạt.

## Nhận xét
Sách Tiên hiền hành trạng đánh giá Vương Liệt: Thông thức đạt đạo, bỉnh nghiệp bất hồ.

## Trong văn hóa
Vương Liệt không xuất hiện trong tiểu thuyết Tam quốc diễn nghĩa của La Quán Trung.